# تيري دوبرو
تيري جي دوبرو (من مواليد 14 سبتمبر 1958  ) هو جراح تجميل أمريكي وشخصية تلفزيونية. 

## روابط خارجية
- الموقع الرسمي
- [http://www.imdb.com/name/nm1595832/ Terry Dubrow

] في قاعدة بيانات الأفلام على الإنترنت